# Георг (фильм)
«Георг» или «Рассказ жены баритона» (эст. Georg. Baritoni naise jutustus) — эстонско-российский фильм 2007 года режиссёра Пеэтера Симма.

## Сюжет
Фильм-биография, основанный на реальных фактах непростой творческой и личной жизни певца, народного артиста СССР Георга Отса.
Рассказ ведётся от лица Асту Саар — женщины, которая была женой Отса более двадцати лет, юная балерина подарила ему двоих детей, ради него отказалась от собственной карьеры. Но длительные гастроли, подозрения, конфликты разрушают брак.

## В ролях
- Марко Матвере — Георг
- Анастасия Макеева — Аста
- Ренарс Кауперс — Цезарь
- Элле Кулль — Лидия Отс
- Тыну Карк — Карл
- Миртель Похла — Марго Отс
- Карин Тоуарт — Илона Отс
- Владимир Чуприков — Юзеф Хмельницкий
- Юлле Кальюсте — Примадонна
- Мария Кленская — Ингеборга
- Андрус Ваарик — Никита Хрущев
- Анне Веэсаар — Екатерина Фурцева
- Юлле Личтфельдт — Аста/Килпконн
- Александр Окунев — Николаев
- Кристер Калда — Боб
- Рейн Оя — Рихард
- Терье Пенниэ-Колберг — Силле
- Урмас Пылдма — Альфредо
- Марика Ваарик-Соо — пианистка Айме
- Райво Трасс — директор театра
- Йонна Ярнефелт — начальник управления культуры
- Бритта Вахур — манекенщица
- Татьяна Казючиц — балерина
- Марина Алексеенко — балерина
- Раиса Конюхова — дама в соболях
- Лариса Саванкова — врач Георга

## Рецензии
- Зиборова О — Миссис Икс. «Георг», режиссер Пеэтер Симм // Искусство кино, № 4, 2008
- Кекелидзе Э. — Исповедь жены баритона // Молодёжь Эстонии, 4 октября 2007. — с 13.
- Аграновская, Э. — История после мифа // Молодежь Эстонии, 6 октября 2007. — с. 1.
- Тух Б. — «Георг»: жизнь ставшая легендой // Postimees, 5. okt, 2007. — lk 13. (на русском языке)
- Kooli R. — «Georg» ärkab täna õhtul kobarkinos ellu // Eesti Päevaleht, 4 okt. 2007. — lk 14.
- Tuch B. — «Georg»: müüdiks muudetud elu // Sirp, 5. okt. 2007. — lk 12.